# Hogmanay
Hogmanay je riječ iz škotskog jezika koja označava posljednji dan godine, Silvestrovo, ali u škotskoj kulturi i tradiciji označava i proslavu Nove godine. Ponekada se pojam odnosi i na razdoblje između Silvestrova i 2. siječnja, tijekom kojega se prema škotskoj narodnoj predaji i ostavštini puna tri dana slavi dolazak Nove godine i iskazuje zahvalnost za sve dobro u prethodnoj godini. Stoga Homanay nije samo puka proslava novogodišnjeg blagdana, već društveni događaj koji zauzima vrlo važno mjesto u škotskoj kulturi i načinu života.
Podrijetlo Hogmanaya je nejasno, ali najstariji dokazi i pisani zapisi upućuju da se prvi put slavio za vrijeme provala Normana i Gala u 10. i 11. stoljeću. Na Hogmanaya je uobičajeno darivanje poklonima i posjećivanje uže obitelji, prijatelja i susjeda. Prilikom posjećivanja u Novoj godini, velika se pozornost pridodaje prvom ulazniku u kuću, koji je tom prilikom dužan blagosloviti kuću, pozdraviti sve ukućane i zapjevati božićnu pjesmu, u skladu sa škotskim katoličkim naslijeđem.
Sama riječ ima jako puno istoznačnica nejasnoga korijena i podrijetla, pa je i etimološki vrlo malo opisana. Prva jezična rasprava objavljena 1693. u Škotskom prezbiterijanskom rječoslovu upućuje na značenjsku sličnost sa starogrčkom riječi agía mína (αγία μήνα), koja označava sveti mjesec. Ta rasprava pokrenula je brojne rasprave u škotskim i britanskim jezikoslovnim krugovima, a kao posljedica razvile su se tri teorije o podrijetlu riječi: francuska, normanska i galska, od kojih je prva teorija, prema kojoj riječ dolazi iz francuskog jezika, najviše prihvaćena.
Sama proslava novoga doba na području Škotske korijene ima iz ranoga 8. stoljeća, iz raskošnih proslava zimskog suncostaja, koji je označavao početak zimskog razdoblja i početak novog kružnog godišnjeg ciklusa. Takav običaj prvi su štovali Staronordijci, skupina germanskih plemena na području Sjeverne i Zapadne Europe koji su govorili staronordijskim jezikom. Istodobno su sličan običaj imali i Gali u francuskoj Bretagni i Normandiji, kao i Briti na području zapadne Engleske i Velšani. I Vikinzi su slavili tzv. Yule, koji je kasnije uklopljen i u kršćansku blagdansku tradiciju kao Dvanaestodnevnica, odnosno božićno vrijeme unutar crkvene (liturgijske) godine. Običaj je bio zatiran za vrijeme reformacije, jer zbog svoje katoličke podloge bio smatran "papističkim", iako je korijene imao u starogermanskoj tradiciji.

## Vanjske poveznice
- Edingburški Hogmanay - službene stranice (engl.)
- Hogmanay.net (engl.)
- Britanski novinarski arhiv, Podrijetlo, povijest i tradicija Hogmanaya, 31. prosinca 2012. (engl.)
- Youtube.com, Videozapis s prikazom novogodišnjih krijesova Hogmanaya, 31. prosinca 2015. (engl.)